# شوغون (رواية)
شوغون (بالإنجليزية: Shōgun) هي رواية تاريخية صدرت عام 1975 للمؤلف جيمس كلافيل وتروي نهاية فترة أزوتشي-موموياما في اليابان (1568-1600) وفجر فترة إيدو (1603-1868). وتروي شوغون، المستندة بشكل فضفاض على أحداث وشخصيات حقيقية، كيف أدت المصالح الأوروبية والصراعات الداخلية داخل اليابان إلى استعادة الشوغونية.
بحلول عام 1980، بيعت ستة ملايين نسخة من رواية شوغون في جميع أنحاء العالم. وقد تم تحويل الرواية إلى مسلسلين تلفزيونيين (في عام 1980 وعام 2024)، وإنتاج مسرحي (شوغون: الموسيقى [الإنجليزية])، ولعبة لوحية، وثلاث ألعاب فيديو. ورغم أن إطارها التاريخي هو الأقدم، فهي الثالثة من بين ستة كتب منشورة في سلسلة آسيا ساغا الأوسع نطاقًا التي ألفها كلافيل.

## التكييفات

### المرحلة الموسيقية
تم إنتاج نسخة مسرحية موسيقية بعنوان شوغون: الموسيقى [الإنجليزية] (بالإنجليزية: Shōgun: The Musical) في عام 1990.

## وصلات خارجية
- شوغون على FactBehindFiction.com